# Proctotrupoidea
Proctotrupoidea es una superfamilia de Hymenoptera con 30 géneros en siete familias vivientes, si bien se conocen familias fósiles. La familia Proctotrupidae es la más numerosa, con 400 especies. Las otras son grupos muy reducidos.
Son parasitoides ya que sus larvas se alimentan y desarrollan en el interior o en la superficie del cuerpo de otros insectos. La mayoría son muy pequeños, negros y brillantes.